# Denys Sylantiev
Denys Olehovytj Sylantiev (ukrainska: Денис Олегович Силантьєв) född 3 oktober 1976 i Zaporizjzja i Ukrainska SSR i Sovjetunionen, är en ukrainsk politiker och före detta simmare. Han deltog i fyra olympiska spel mellan 1996 och 2008 och vann en silvermedalj i 200 meter fjärilsim 2000. Vid det efterföljande OS i Aten var han Ukrainas fanbärare. Han vann Mare Nostrum-serien tre gångar: 2000, 2001 och 2002. År 1998 utnämnt till "European Swimmer of the Year".
Sylantiev drog sig tillbaka från simning kort efter OS 2008 och fokuserade på en politisk karriär. I parlamentsvalet i Ukraina 2014 var han placerad på 8:e plats på Radikala Partiets vallista.
På den lista över de av Arsenij Jatsenjuk nominerade ministrar som offentliggjordes 14 november var Sylantiev föreslagen som ny ungdoms- och idrottsminister. Ukrainas parlament, Verchovna Rada godkände regeringen 1 december 2014, men Radikala Partiet, och därmed Sylantiev, fick inga ministerposter.

### Källförteckning
- Personliga webbplats